# Cotoroaia, Mehedinți
Cotoroaia este un sat în comuna Voloiac din județul Mehedinți, Oltenia, România.